# Lorenzo Lusitano
Lorenzo Lusitano (... – Belém, XIV secolo) è stato un religioso portoghese.
Sacerdote dell'Ordine di San Girolamo, il suo culto come beato è stato confermato da papa Pio VII nel 1820.

## Biografia
Monaco girolamino del monastero del Bosco a Belém, fu confessore del re Ferdinando I e della regina Eleonora.
Secondo la tradizione, sulla sua tomba crebbe un rovo sulle cui foglie si poteva leggere l'antifona Rubum quem viderat Moyses.

## Il culto
Venerato in molte località di Portogallo e Spagna, nel 1820 il patriarca di Lisbona chiese alla Santa Sede la conferma del culto.
Papa Pio VII, con decreto del 26 settembre 1820, ne confermò il culto con il titolo di beato.
Il suo elogio si legge nel martirologio romano al 12 aprile.